# ジヴォレット
ジヴォレット（伊: Givoletto）は、イタリア共和国ピエモンテ州トリノ県にある、人口約4,000人の基礎自治体（コムーネ）。

## 地理

### 位置・広がり

#### 隣接コムーネ
隣接するコムーネは以下の通り。
- ラ・カッサ
- サン・ジッリオ
- ヴァル・デッラ・トッレ
- ヴァリゼッラ

## 行政

### 分離集落
ジヴォレットには、以下の分離集落（フラツィオーネ）がある。
- Borgonuovo, Bogialla, Rivasacco, Forvilla, Santa Maria, Centro (Canton Mosca), Regione Imai